# Reginald Courtenay Welch
Reginald Courtenay Welch (ur. 17 października 1851 w Londynie, zm. 4 czerwca 1939 w Farnham) – piłkarz angielski, który występował na pozycji bramkarza i obrońcy, dwukrotny reprezentant kraju.

## Kariera piłkarska
Welch uczęszczał do szkoły publicznej w Harrow i jednocześnie występował w zespole Old Harrovians, a następnie w Harrow Chequers. W latach siedemdziesiątych XIX wieku wstąpił do innego klubu ze stolicy – Wanderers. W meczu finałowym 1. edycji rozgrywek o Puchar Anglii, rozegranym 16 marca 1872 roku na stadionie Kennington Oval, wystąpił na pozycji bramkarza; Wanderers pokonali Royal Engineers 1:0. Rok później na Lillie Bridge w meczu przeciwko Oxford University ponownie zagrał w finale Pucharu, tym razem na pozycji obrońcy, a Wanderers po raz drugi z rzędu odnieśli zwycięstwo.

### Mecze w reprezentacji
Welch wystąpił w pierwszym, oficjalnym meczu międzypaństwowym pomiędzy reprezentacjami Szkocji i Anglii na pozycji obrońcy. Spotkanie odbyło się 30 listopada 1872 roku na stadionie krykietowym Hamilton Crescent w Glasgow.
7 marca 1874 na tym samym obiekcie Welch zagrał w kadrze po raz drugi. Był jedynym piłkarzem, który wystąpił w pierwszym finale Pucharu Anglii i w pierwszym, oficjalnym meczu międzypaństwowym.
| #  | Data              | Miejsce                    | Mecz             | Wynik | Rozgrywki       |
| -- | ----------------- | -------------------------- | ---------------- | ----- | --------------- |
| 1. | 30 listopada 1872 | Hamilton Crescent, Glasgow | Szkocja – Anglia | 0:0   | mecz towarzyski |
| 2. | 7 marca 1874      | Hamilton Crescent, Glasgow | Szkocja – Anglia | 2:1   | mecz towarzyski |

## Późniejszy okres
W latach 1873–1875 oraz 1879–1890 Welch był członkiem zarządu The Football Association. Od 1895 do śmierci pełnił funkcję dyrektora Akademii Wojskowej w Farnham. Był najdłużej żyjącym spośród członków kadry narodowej, którzy wystąpili w pierwszym, oficjalnym meczu międzypaństwowym. Zmarł w wieku 87 lat w Farnham.

## Sukcesy
Wanderers
- Puchar Anglii zwycięzca (2): 1871/1872, 1872/1873